# Escuela Superior de Diplomática
La  Escuela Superior de Diplomática fue una institución educativa creada en Madrid por Real Decreto de 7 de octubre de 1856 y confirmada por la Ley de Instrucción Pública de 9 de septiembre de 1857 y desaparecida en 1900 cuando se cierra y se absorbe por la Universidad Central. La Escuela Superior de Diplomática, fue un organismo vinculado a la Universidad Central de Madrid que entre los años 1856 y 1900 formó a bibliotecarios, archiveros y anticuarios y se adelantó a la Universidad en la formación de historiadores profesionales. En realidad, el cambio no fue tan drástico, pues desde hacía tiempo la Escuela tenía su sede dentro de la Universidad. Como se dice en el Calendario manual y guía de forasteros en Madrid, de 1895: «Escuela Superior de Diplomática. Se creó por Real decreto de 7 de octubre de 1856, y se halla establecida en la Universidad Central de Madrid». Esta dependencia institucional previa favoreció que las materias impartidas en la Escuela fueron fácilmente traspasadas a la Sección de Historia de la Facultad de Filosofía y Letras. La transferencia de los estudios impartidos por la Escuela a la Universidad de Madrid constituye el enlace, tanto institucional como académico, que vincula a la actual Facultad de Ciencias de la Documentación (Universidad Complutense de Madrid), con la antigua Escuela Superior de Diplomática, su antecesora. 

## Historia
Cuando se producen las primeras desamortizaciones, se forman los primeros archivos nacionales con la documentación incautada, siendo pionera la Francia revolucionaria con la creación de sus Archivos Nacionales (1794) y que después siguieron los restantes países continentales. En el caso de España, se forma su Archivo Histórico Nacional en 1866, tras la desamortización de Pascual Madoz en 1855, cuando al fin ve la luz el Archivo.
Pero es tras la desamortización de Mendizábal, y debido al lamentable estado de los archivos hacia 1840, una vez finalizada la Primera Guerra Carlista, durante la regencia de Baldomero Espartero, cuando se empezó a plantear la necesidad de crear un sistema de formación a los archiveros, en materias como la Paleografía y la Diplomática, por surgir la necesidad, que ya tenían solucionadas otras naciones como Francia y Portugal. En ese momento solo existía una única Cátedra en la Sociedad Económica Matritense de Amigos del País.
La idea tardó en madurar y finalmente nació en el mismo año que el Príncipe de Asturias, Alfonso de Borbón (1857-1885), después Rey de España: Alfonso XII, tras el Bienio progresista, que finalizó con el pronunciamiento militar de Leopoldo O'Donnell, que encargó la formación de un gobierno a Narváez, gabinete que presidió entre el 12 de octubre de 1856 y octubre del 1857.
Entre 1856 y 1868, Narváez,  presidió tres gabinetes, desde los cuales ejerció una política represiva de cualquier manifestación subversiva, a la vez que trataba de introducir medidas reformistas.
Fue en ese periodo, reinando Isabel II de España cuando se reabrieron las Universidades cerradas por su padre, Fernando VII, pero el panorama educativo en ese momento resultaba desolador: en 1855 había en España 6000 pueblos sin escuela, en 1858 existían sólo 53 institutos de secundaria, con unos 10.000 alumnos (cinco veces menos que en Francia, con la mitad de población), y había sólo 6104 alumnos en las diez universidades españolas, más de la mitad (3472) estudiaba Derecho.
Los equipamientos culturales eran muy pobres: en 1859 había en España 56 bibliotecas públicas, el único punto de acceso al libro de la mayoría de sus habitantes. La de Bilbao disponía sólo de 854 volúmenes impresos. La de Santander, de 610, la de Segovia, de 194, la de Huelva, de 60.
Pese a los distintos intentos de mejora de la instrucción pública en España, como el Plan Pidal en 1845, hubo que esperar a la decisiva reforma educativa conocida como Ley Moyano de 1857, que Incorporó buena parte del Proyecto de Ley de Instrucción Pública del 9 de diciembre de 1855, elaborado durante el Bienio Progresista por el ministro de Fomento Manuel Alonso Martínez, fundamento del ordenamiento legislativo en el sistema educativo español durante más de cien años. Siendo ministro de Fomento en ese momento José Manuel Collado y Parada.
La política centralista de los liberales convirtió a Madrid en la capital de la ciencia y de la cultura; allí se crearon facultades, escuelas de ingeniería, escuelas especiales, bibliotecas, museos, archivos y academias. Esto, unido al hecho de que el título de doctor podía adquirirse únicamente en la Universidad Central, congregaba en Madrid a estudiantes procedentes de todas las universidades españolas. 
Durante más de un siglo, la Universidad Central se convirtió en el centro de la vida científica, académica y cultural de España, la institución donde se formaba la élite política e intelectual del país. 
Con la reforma liberal quedó el sistema educativo estructurado básicamente de la siguiente manera:
- Primera Enseñanza impartida en las escuelas y de carácter gratuito.
- Segunda Enseñanza, impartida en institutos, otorgaban el derecho a examinarse para obtener el grado de Bachiller en Artes (imprescindible para principiar las enseñanzas facultativas y recomendable para optar a las enseñanzas superiores).
- Enseñanzas facultativas (inicialmente Filosofía, Derecho, Ciencias, Medicina, Farmacia y Teología), que se impartían en las Universidades, daban acceso al título de Bachiller, Licenciado y de continuarse, al título de doctor. Que sólo se obtenía en Madrid en la Universidad Central.
- Enseñanzas Superiores, impartidas en las Escuelas Superiores para títulos de Ingeniería, Bellas Artes (Arquitectura, Pintura y escultura, Música...), Diplomática y Notariado.
- Enseñanzas Profesionales que se impartían en centros específicos para títulos de Maestro de primera enseñanza, Veterinario, Profesores mercantiles, Náutica, y de Maestros de Obras/Aparejadores/Agrimensores.

Así encontramos la Escuela Superior de Diplomática, dependiente en un principio de la Real Academia de la Historia y después de la Universidad Central. El programa de formación duraba 3 años.
La Escuela Superior de Diplomática fue instalada provisionalmente en 1856 en los salones de la Biblioteca de la Real Academia de la Historia en la Calle del León. En el curso 1858-59, se instaló en el piso segundo del edificio de los antiguos Reales Estudios de San Isidro, en la Calle de Toledo.  Las clases se repartieron entre la Biblioteca Nacional, el Archivo Histórico Nacional y el Museo Arqueológico Nacional, ya que nunca dispusieron de instalaciones suficientes en su sede.
El primer director de la Escuela fue Modesto Lafuente, y le sustituyó Antonio Delgado y Hernández, catedrático de Epigrafía y Geografía antigua y de la Edad Media. Posteriormente, Juan de Dios de la Rada y Delgado, también fue catedrático y director de la Escuela de Diplomática. Cayetano Rosell y López, también fue director de la Escuela. El cargo de Secretario de la Escuela fue José Escudero de la Peña que ocupó este cargo desde el 29 de noviembre de 1868.
Entre el profesorado encontramos a Juan Facundo Riaño, que enseñaba Historia de las Bellas Artes en los tiempos antiguos, Edad Media y Renacimiento. Manuel de Assas y Ereño fue catedrático de Arqueología en la Escuela de Diplomática. También de esta disciplina fue catedrático Juan Catalina García y López, en 1900, su cátedra y su catedrático pasan a pertenecer a la Universidad Central.
Así la Escuela Superior de Diplomacia, junto al Círculo de Archiveros-Bibliotecarios, fundado por José Amador de los Ríos en 1864 y el Cuerpo de Archiveros, Bibliotecarios y Anticuarios contribuyeron notablemente en estos años a impulsar los estudios filológicos, arqueológicos y paleográficos en España.
Entre los alumnos que tuvo la Escuela destaca José Ramón Mélida matriculado en la Escuela en el curso 1873-1874 con 16 años.
El fondo de la Biblioteca de la Escuela Superior de Diplomática pasó a principios del siglo XX a la Biblioteca de la Universidad Central y en la actualidad se encuentra repartido entre la Biblioteca Histórica –hasta el siglo XVIII- y la Biblioteca de Filología A de la UCM –obras del siglo XIX.